# Freddy Cannon
Freddy Cannon, född Frederico Anthony Picariello Jr. den 4 december 1939 i Revere, Massachusetts och växte upp i Lynn, Massachusetts, är en amerikansk rocksångare. Hans inspelningar kännetecknas av mycket trumljud och snabba, energiska låtar. Bland hans större hits märks "Tallahassee Lassie" (1959), "Way Down Yonder in New Orleans" (1960) och det fartfyllda sången om nöjesfältet "Palisades Park" (1962). Han kallas ibland för "The Boom Boom Man" efter sången med samma namn han spelat in och som blivit lite av hans signatur. Freddy Cannon kom trots sina många framgångar att hamna lite i skymundan bland de rock and roll-stjärnor som var aktiva under det tidiga 1960-talet.
Han skivdebuterade 1958, men genombrottet kom året därpå med låten "Tallahassee Lassie" som nådde sjätteplatsen på Billboard Hot 100 och även blev en brittisk singelhit. Singeln utkom på Swan Records och det var bolagschefen Bernie Binnick som gav honom scennamnet Freddy Cannon. 1960 fick han sin andra stora hitsingel med en rockversion av 1920-talslåten "Way Down Yonder in New Orleans". Denna nådde tredjeplatsen på singellistorna i både USA och Storbritannien. Han släppte ett flertal singlar under det tidiga 1960-talet varav de flesta, till exempel "Jump Over" (1960) och "Transistor Sister" (1961) blev någorlunda framgångsrika, utan att nå topplaceringar på listorna. 1962 kom dock en av hans största hits med "Palisades Park", en rock and roll-låt om ett nöjesfält med samma namn som innehöll överdubbat ljud av en berg- och dalbana. Samma år fick han en mindre svensk hit med låten "What's Gonna Happen When Summer's Done" som låg på Tio i topp-listan. 
Cannon bytte skivbolag till Warner Bros. Records 1964 och blev kvar där till 1967. Redan första året på bolaget fick han en amerikansk singelhit med "Abigail Beecher" och 1965 åtnjöt han en större hit med "Action". Låten var signaturmelodi till den amerikanska TV-showen Where the Action Is. Efter 1966 års "The Dedication Song" som nådde plats 41 på Billboard Hot 100 försvann han nästan helt från rampljuset trots att han fortsatte spela in ny musik. Cannon gjorde dock något av comeback 1981 då hans låt "Let's Put The Fun Back In Rock N Roll" blev en mindre amerikansk hit. På inspelningen medverkade även Dions kompgrupp The Belmonts. Även om Freddy Cannons dagar på hitlistorna sedan länge är över har han med stor regelbundenhet spelat in ny musik och uppträtt in på 2010-talet. Hans senaste singel "The Svengoolie Stomp" utkom 2016.

## Diskografi

### Album
- Sings Happy Shades of Blue (1960)
- The Explosive Freddy Cannon! (1960)
- Freddy Cannon Favourites (1961)
- Twistin' All Night Long (1961)
- Freddy Cannon at Palisades Park (1962)
- Bang On (1963)
- Freddy Cannon Steps Out (1963)
- Sings Abigail Beecher (1964)
- Action! (1965)
- His Latest & Greatest (1990) (samlingsalbum)
- Have a Boom Boom Christmas!! (2002)

### Singlar
- "Tallahassee Lassie"
- "Way Down Yonder In New Orleans"
- "Palisades Park"
- "Chatanooga Shoeshine Boy"
- "Muskrat Ramble"
- "Abigail Beecher"
- "Transistor Sister"
- "Humdinger"
- "For Me & My Gal"
- "Everybody Monkey"
- "Okefenokee"
- "Let Me Show You Where It's At"
- "Hanky Panky"
- "The Boom Boom Man"